# Olsberg
Olsberg ist eine Stadt in Nordrhein-Westfalen, Deutschland und gehört zum Hochsauerlandkreis. Sie wird von der Landesstatistik als Große Landgemeinde eingestuft und nimmt den Rang eines Grundzentrums ein. Der Ort liegt im oberen Ruhrtal. Neben dem höchsten Berg von Nordrhein-Westfalen, dem Langenberg mit 843,2 m ü. NN, der im Nordnordwesten an den Stadtteil Bruchhausen grenzt, gibt es mehr als 50 über 500 Meter hohe Berge im Stadtgebiet. Olsberg ist seit 1961 Kneipp-Kurort und heute staatlich anerkanntes Kneipp-Heilbad.

## Geografie

### Geografische Lage

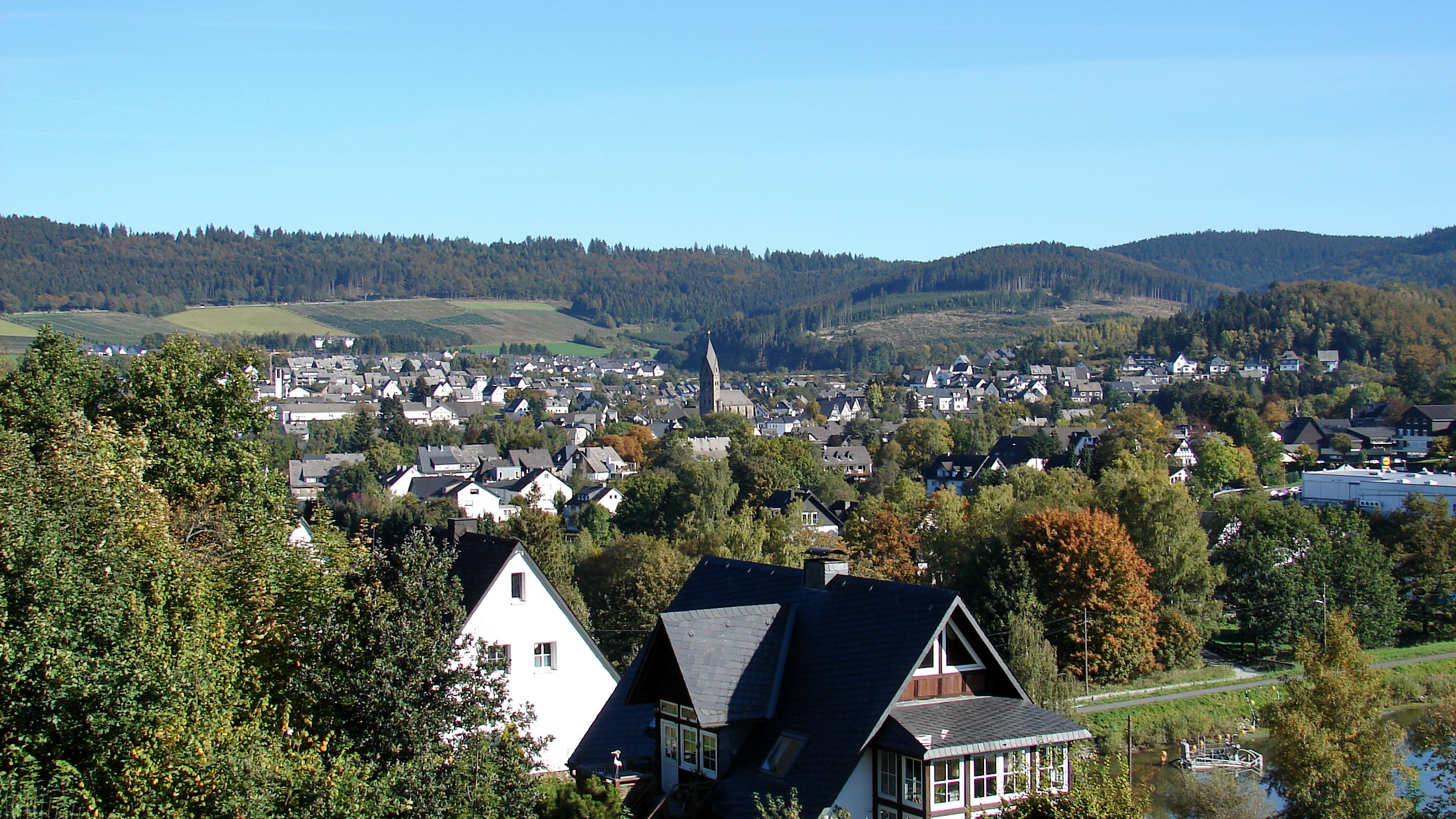
Stadtansicht von Süden

Olsberg liegt im Tal der Ruhr zwischen dem Naturpark Arnsberger Wald im Nordwesten und dem Naturpark Diemelsee im Osten. Südlich schließt sich das Rothaargebirge an.
Die Lage der Stadt Olsberg im östlichen Hochsauerland ist durch meist bewaldete Höhen und von Wasserläufen durchflossene Wiesentäler gekennzeichnet. Die Kernstadt liegt in einem breiten Tal, in dem die von Süden kommende junge Ruhr ihren Lauf nach Westen wendet und kurz hinter der Kernstadt das Stadtgebiet verlässt. Dort liegt mit 313 m ü. NN die niedrigste Stelle des Stadtgebiets.
Der Kernbereich von Olsberg ist umgeben von bewaldeten Höhen, dem Langer Berg (555 m) im Norden, dem Eisenberg (606 m) im Osten, sowie dem Olsberg (703 m) und der Steinhelle (613 m) im Süden. Die höchste Erhebung Nordrhein-Westfalens befindet sich mit dem Langenberg (843 m) im äußersten Südosten des Stadtgebiets an der Grenze zu Hessen.

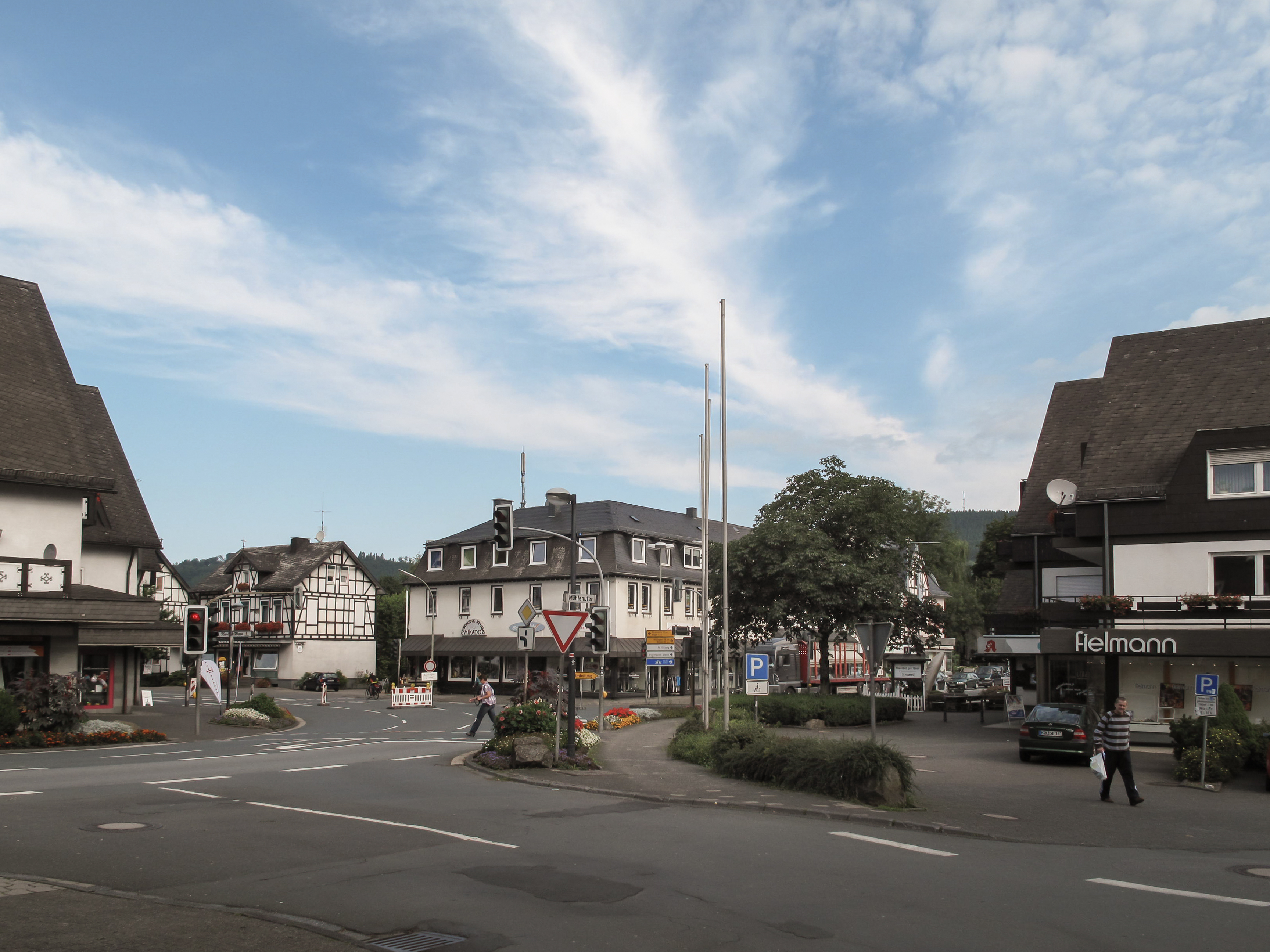
Straße in Olsberg

Im Stadtgebiet mündet der von Osten kommende Gierskoppbach in die Ruhr. Flussaufwärts der Gierskopp folgen in einem weiten Rechtsbogen die Stadtteile Elleringhausen und Bruchhausen. Markanter Punkt am Rand des Tals ist der 721 m hohe Istenberg mit den Bruchhauser Steinen, vier großen Porphyrfelsen. Über den Istenberg und dem südlich benachbarten Hömberg (730 m) verläuft ein Abschnitt der Rhein-Weser-Wasserscheide. Dies bedeutet, dass die östlich verlaufende Schmalah über Hoppecke und Diemel zur Weser strebt, während die westlich fließende Gierskopp über die Ruhr zum Rhein fließt.
Südlich der Olsberger Kernstadt mündet die westlich der Ruhr nordwärts fließende Neger in die Ruhr. In ihrem Tal liegen die Stadtteile Brunskappel und Wulmeringhausen, im Ruhrtal die Stadtteile Wiemeringhausen und Assinghausen.
Im Tal der ganz im Westen des Olsberger Stadtgebiets nordwärts fließenden Elpe befinden sich die ehemaligen Bergwerkssiedlungen Elpe und Heinrichsdorf. Kurz bevor die Elpe das Stadtgebiet verlässt, liegt östlich der Stadtteil Gevelinghausen.
Im Norden des Stadtteils Antfeld befindet sich der Antfelder Forst. Dieser bis zu etwa 550 m hohe Höhenzug gehört zu den Ostausläufern des Naturparks Arnsberger Wald.

### Nachbargemeinden
Olsberg grenzt im Süden an Winterberg, im Westen an Bestwig und im Osten an Brilon. Diese Gemeinden liegen wie Olsberg selbst im Hochsauerlandkreis. Im Norden grenzt Olsberg an das zum Kreis Soest gehörende Rüthen. Im Südosten hat Olsberg ein kurzes Stück eine gemeinsame Grenze mit dem hessischen Willingen (Landkreis Waldeck-Frankenberg).

### Stadtgliederung
Die Stadt Olsberg ist in zwölf Ortschaften gegliedert: Antfeld, Assinghausen, Bigge, Bruchhausen, Brunskappel, Elleringhausen, Elpe/Heinrichsdorf, Gevelinghausen, Helmeringhausen, Olsberg, Wiemeringhausen und Wulmeringhausen.
Von der Gesamtfläche von 11.787 ha entfallen (Stand 2009) 1372 ha auf Siedlungs- und Verkehrsflächen. 2512 ha werden landwirtschaftlich genutzt. Der größte Teil des Stadtgebiets von 7835 ha sind Waldflächen.
Von zentraler Bedeutung ist der Kernstadtbereich bestehend aus den ehemaligen Gemeinden Bigge und Olsberg. Dort lebt etwa die Hälfte aller Einwohner, und in diesem Bereich konzentrieren sich Einkaufsmöglichkeiten, Verwaltung, Infrastruktureinrichtungen und ähnliches. Städtebaulich eine Besonderheit ist, dass Anfang der 1980er Jahre zwischen den alten Siedlungskernen Bigge und Olsberg auf einer Industriebrache ein neues Stadtzentrum entstanden ist. Dadurch gewann Olsberg auch über die Gemeindegrenzen hinaus an Bedeutung. Die Stadt kommt so der Funktion eines Mittelzentrums nahe.

### Klima
In Olsberg herrscht ein nebelarmes Mittelgebirgsklima. Innerhalb des Stadtgebietes gibt es auf Grund der unterschiedlichen Höhenlagen Differenzen bei den Niederschlagsmengen von 900 mm bis 1400 mm im Jahresmittel. Die Jahresdurchschnittstemperaturen liegen zwischen fünf und acht Grad Celsius.
Im Stadtteil Brunskappel, der auf 413 m ü. NN liegt, wurde im Zeitraum 1961 bis 1990 vom Deutschen Wetterdienst im Jahresdurchschnitt eine Niederschlagsmenge von 1141 mm gemessen. Es zeigten sich im Schnitt im Januar und Dezember die höchsten Niederschlagsmengen mit 112 mm und 124 mm. Die niederschlagsärmsten Monate waren der Februar und September mit 78 mm.

## Geschichte

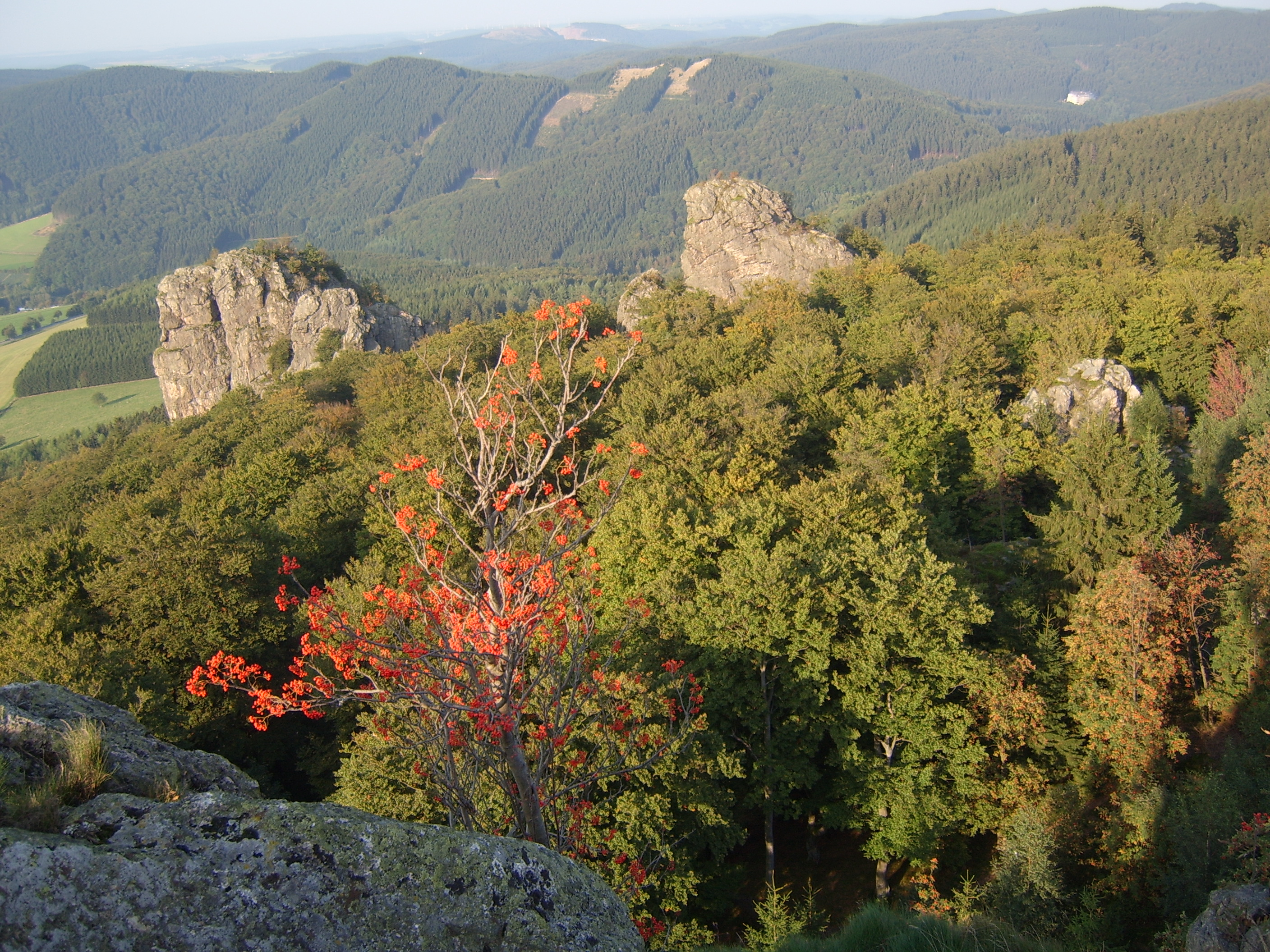
Blick vom Feldstein nach Norden auf Goldstein (rechts) und Bornstein im NSG Bruchhauser Steine

Zumindest zeitweise besiedelt waren Teile des heutigen Stadtgebiets bereits in der vorrömischen Eisenzeit. Die Wallburg Bruchhauser Steine wird auf die Zeit vom 6. bis 3. Jahrhundert vor Christus datiert.

### Mittelalter
Urkundlich erwähnt wurden verschiedene Ortsteile der heutigen Stadt teilweise schon im 11. und 12. Jahrhundert. Der Ort Olsberg wurde erstmals 1281 erwähnt. In dieser Zeit gab es noch die Siedlungsplätze Gierskopp, Drönkhausen, Duinkhausen, Bodinghausen und Olsberg. Im 16. und 17. Jahrhundert siedelten immer mehr Bewohner in den größer werdenden Dörfern der Gegend, wie z. B. in Olsberg, um leichter Schutz zu finden. Dadurch fielen die meisten der genannten Wohnplätze wüst.
Begütert waren im heutigen Stadtgebiet die Edelherren von Grafschaft. Sie besaßen Güter in den Pfarreien Neger (ein weiterer wüster Ort), Brunskappel und Assinghausen. Zusammengefasst waren die Besitzungen in der Vogtei Brunskappel. Eine Landesherrschaft konnten sie aber gegen die Erzbischöfe von Köln nicht aufbauen. Ein Großteil des heutigen Stadtgebietes gehörte im Mittelalter zum sogenannten Assinghauser oder Freien Grund. Die Herrschaft über das Freigericht gehörte bis zum Ende des 13. Jahrhunderts den Grafen von Arnsberg. Zur Zeit von Graf Gottfried IV. fiel das Freigericht an die benachbarten Grafen von Waldeck. Als Gerichtsstätte war der Freistuhl in Assinghausen von großer Bedeutung.

### Frühe Neuzeit

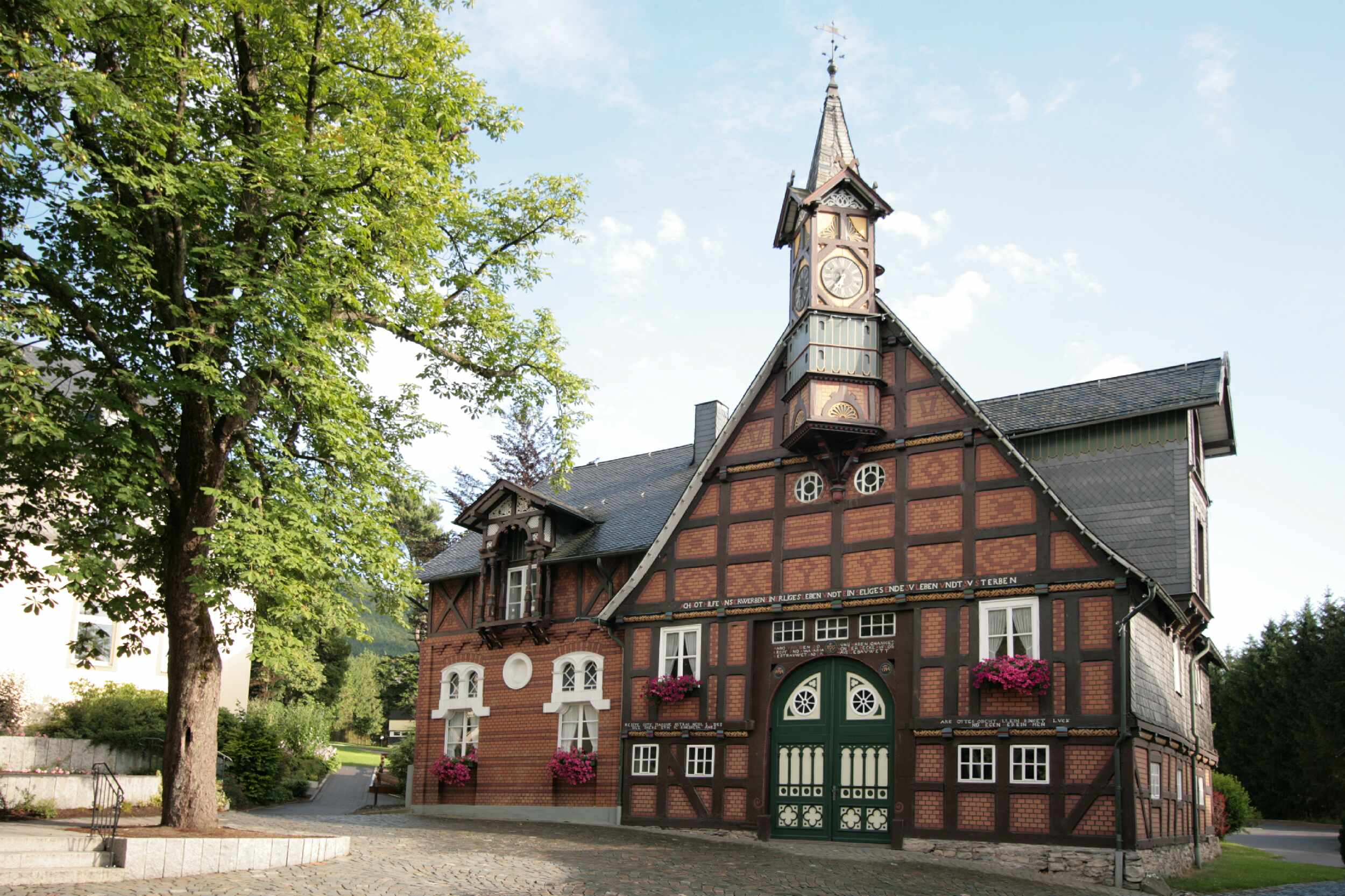
Kropff’sches Haus, erbaut 1701

Da auch die Kölner Erzbischöfe Anspruch darauf erhoben, blieb der Assinghauser Grund bis ins 17. Jahrhundert zwischen Kurköln und Waldeck umstritten. Im 17. Jahrhundert setzten sich die Kölner durch. Damit gehörte das Gebiet um Olsberg endgültig zum Herzogtum Westfalen.
Stark betroffen war das Gebiet um Olsberg von den Auswirkungen des Dreißigjährigen Krieges. Vor allem seit 1637 wurde die Gegend durch schwedische und hessische Soldaten verheert. Die Schatzungsforderungen im Assinghauser Grund mussten 1638 erheblich verringert werden, da Dreiviertel der Einwohner tot oder völlig verarmt waren. Am Ende des Krieges sollen in der Gegend hunderte Gebäude zerstört gewesen sein. Viele Höfe in den heute zur Stadt gehörenden Gemeinden lagen über Jahre wüst. Einige Orte wurden nicht wieder besiedelt.
Im 17. und 18. Jahrhundert zählte man in Olsberg 41 Vollspann- und 10 Halbspannbauern. Hinzu kamen drei beerbte und sechs unbeerbte Kötter. Im Assinghauser Grund war die Durchschnittsparzelle im 19. Jahrhundert mit drei Morgen sehr klein. Der Grund war die dort im Gegensatz zu vielen Teilen des Herzogtums Westfalen geltende Realteilung im Erbrecht.
Seit dem Mittelalter wurde in der Gegend Eisenerz gefördert und verhüttet. Im 17. Jahrhundert gab es in verschiedenen Orten des heutigen Stadtgebietes Hüttenwerke. So gab es 1629 zwei Hütten in Bigge, eine in Olsberg und eine in Bruchhausen. Hinzu kamen verschiedene Hammerwerke. Die meisten Betriebe mussten im 19. Jahrhundert der industriellen Konkurrenz weichen. Durch Spezialisierung erfolgreich anpassen konnte sich die Olsberger Hütte.

### 19. und 20. Jahrhundert

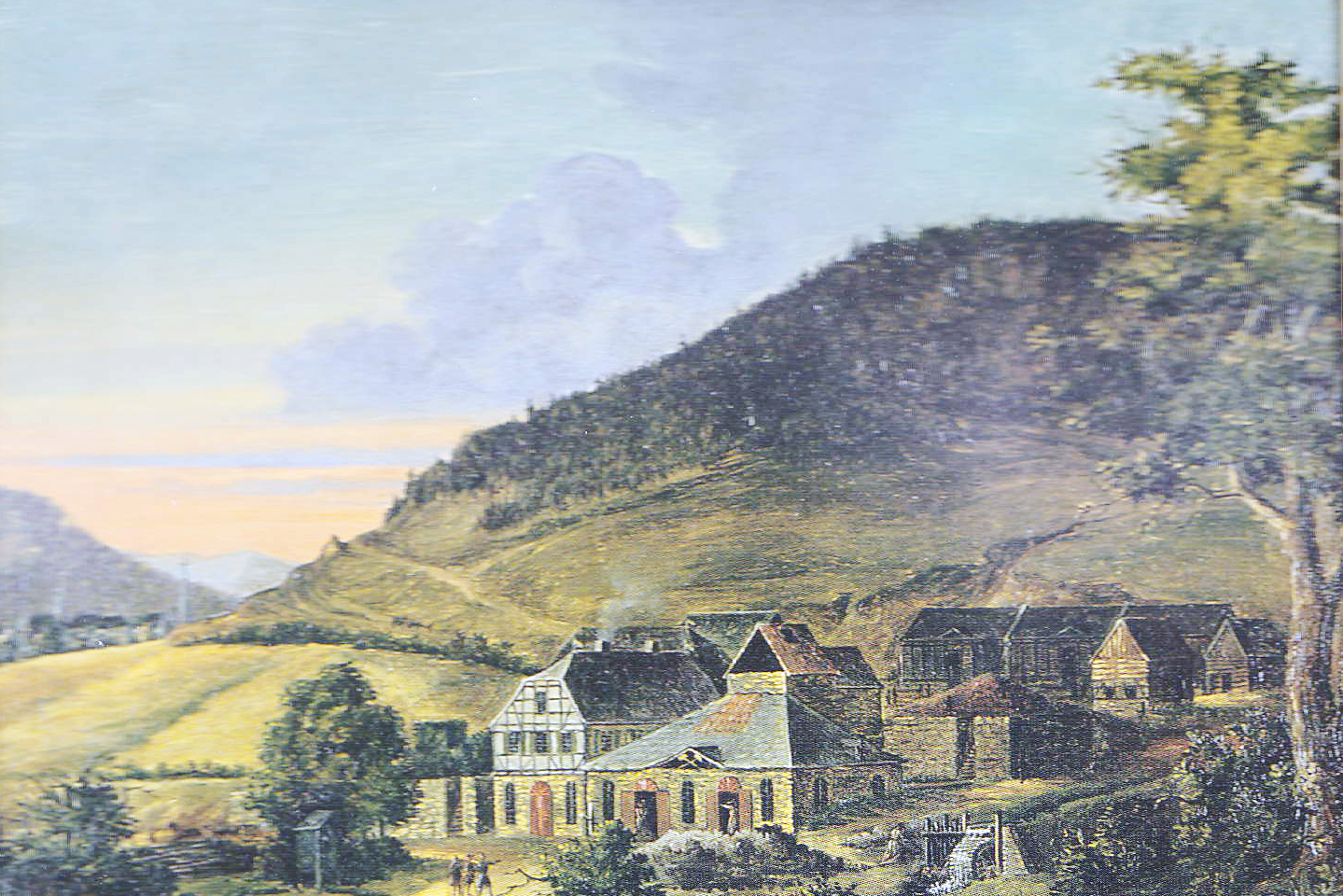
Die Olsberger Hütte, Gemälde von Engelbert Seibertz, 1832

Der Raum der heutigen Stadt Olsberg war zu Beginn der Revolution 1848/1849 im Vergleich zu anderen Orten Schauplatz ungewöhnlich heftiger ländlicher Unruhen. In Bigge und Assinghausen wurde gedroht, die Häuser der Grundherren anzuzünden. In Bruchhausen kam es zu offenen Gewalttätigkeiten. Eine Menschenmenge zog zum Renteigebäude des Schlosses Bruchhausen, sang Revolutionslieder und rief nach Freiheit und Gerechtigkeit. Das Gebäude wurde gestürmt, Fenster und Mobiliar wurde zerschlagen und Akten und Rechnungsbücher verbrannt.
Wegen der Gewerbebetriebe gab es im 19. Jahrhundert in einigen Ortsteilen neben der landwirtschaftlichen einen großen Teil der Bevölkerung, der gewerblich tätig war. In Bigge etwa gab es 1892 8 Landwirte, 40 Angehörige des Gesindes, 6 Tagelöhner, 40 Beschäftigte in Industrie und Bergbau, 46 Handwerker, 20 Berufstätige in Handel und Verkehr, 12 Personen in Dienstleistungsberufen und 26 Witwen.
Insbesondere gestützt auf die hochspezialisierten Former der Olsberger Hütte, entwickelte sich Bigge-Olsberg zu einer Hochburg der christlichen Gewerkschaftsbewegung. Ein Großteil der Arbeiter war seit 1903 im Christlichen Metallarbeiterverband organisiert. Im Jahr 1910 kam es zu einem erbittert geführten Streik. Nach dem Ersten Weltkrieg wurde Olsberg Sitz eines hauptamtlichen Gewerkschaftssekretärs.
Seit 1909 wird Olsberg mit Strom versorgt. In den Jahren 1927 bis 1928 wurde ein Stausee gebaut.
Parteipolitisch war Olsberg eine Zentrumshochburg. Im Jahr 1930 wurde eine NSDAP-Ortsgruppe gegründet, die bald sehr aktiv wurde. Sie griff von hier aus auf den südlichen Teil des Kreises Brilon über. Im Jahr 1932 sprach August Wilhelm von Preußen, ein prominentes Mitglied der NSDAP, auf einer großen Parteiversammlung. Als Protestrufe laut wurden, ging die SS mit Gewalt gegen die Gegner vor.
Im Zweiten Weltkrieg wurde die Stadt von den Alliierten erstmals am 24. September 1944 aus der Luft angegriffen. In den nächsten Monaten zielten weitere Luftangriffe vor allem auf die Bahnverbindung und die Olsberger Hütte. Am 25. März 1945 wurden bei einem Tieffliegerangriff auf dem Bahnhof sechs Lokomotiven zerstört, wobei mehrere deutsche Soldaten starben. Nachdem US-Truppen am 29. März 1945 das benachbarte Brilon besetzt hatten, zogen flüchtende deutsche Militärverbände durch Olsberg. Die Kreisleitung der NSDAP des Kreises Brilon in Olsberg versuchte noch schnell, einige Akten zu verbrennen. Die NSDAP-Kreisleitung rief ferner den Volkssturm auf. Es wurden Stellungen und Panzersperren gebaut, ferner Sprengladungen an Brücken angebracht. Vom 1. April war Olsberg Teil des von den Alliierten eingeschlossenen Ruhrkessels. Am 2. und 3. April 1945 beschoss Artillerie der 9. US-Infanteriedivision von Brilon und Altenbüren aus Ziele im Stadtgebiet. Drei Zivilisten starben dabei. Neben weiteren Gebäuden wurde auch der Sitz der NSDAP-Kreisleitung getroffen. Am 5. April gegen 12 Uhr wurde Wiemeringhausen als erster heutiger Stadtteil von Olsberg von der US-Army erobert. Am gleichen Tag wurden auch Assinghausen, Wulmeringhausen, Brunskappel, Bruchhausen und Elleringhausen besetzt. Aus Olsberg selbst zogen sich die US-Truppen mit ihren Panzern vorerst wieder zurück, weil im Ort noch Widerstand geleistet wurde, und eröffneten wieder das Feuer der Artillerie. Am 6. und 7. April wurde Olsberg nach heftigen Straßenkämpfen erobert, an dem mehrheitlich schlecht ausgerüstete Volkssturmmänner, 15-jährige Arbeitsdienstjungen und versprengte Soldaten beteiligt waren. Allein in Olsberg sollen auf deutscher Seite 120 Bewaffnete ums Leben gekommen sein, überwiegend Angehörige des Freikorps Sauerland. Am 6. April wurden auch Bigge, Helmeringhausen und Antfeld von amerikanischen Truppen eingenommen. Als letzte Dörfer des heutigen Stadtgebietes wurden am 7. April Elpe, Heinrichsdorf und Gevelinghausen besetzt. Das Dorf Brunskappel erlebte durch Artilleriebeschuss und Bombardierung schlimme Zerstörungen. Dort waren von 49 Wohnhäusern sieben niedergebrannt, 21 Häuser mit Kirche und Schule schwer beschädigt, und alle übrigen Gebäude hatten Dach- und Fensterschäden. Im Zweiten Weltkrieg fielen 120 Olsberger, zumeist an der Ostfront, als Soldaten oder starben in Gefangenschaft.
In den 1970er und Anfang der 1980er Jahre plante der Ruhrtalsperrenverein (RTV), im Tal der Neger bei Brunskappel die Negertalsperre zu errichten. In der Talsperre wäre das Dorf Brunskappel verschwunden. Dies führte zum Widerstand der Talbewohner gegen den Planfeststellungsbeschluss der Bezirksregierung Arnsberg von 1982. Das Oberverwaltungsgericht in Münster beendete 1984 die Planungen, da der Regierungspräsident Arnsberg „wesentliche Punkte der wasserwirtschaftlichen Kapazitätsberechnung“, mit der die Notwendigkeit der Talsperre begründet worden war, nicht eingehend untersucht hatte.

### Stadt- bzw. Gemeindezusammenschluss
Olsberg wurde im Zuge der kommunalen Neugliederung in Nordrhein-Westfalen aufgrund des Sauerland/Paderborn-Gesetzes am 1. Januar 1975 durch den Zusammenschluss der seit dem 1. Juli 1969 bestehenden Stadt Bigge-Olsberg mit den Gemeinden Antfeld, Assinghausen, Bruchhausen, Brunskappel, Elleringhausen, Elpe, Helmeringhausen, Wiemeringhausen und Wulmeringhausen aus dem Amt Bigge sowie der Gemeinde Gevelinghausen aus dem Amt Bestwig gegründet.

### Einwohnerentwicklung
Während viele Orte des Kreises Brilon nach dem Niedergang des vorindustriellen Gewerbes im 19. Jahrhundert durch Aus- und Abwanderung eine sinkende Bevölkerung aufwiesen, sorgte der Anschluss an die Eisenbahn und die wachsende Industrie zwischen Bigge und Olsberg für eine vergleichsweise stark wachsende Bevölkerung.
| Einwohnerentwicklung der Gemeinde Olsberg 1875–1961 |           |
| Jahr                                                | Einwohner |
| 1818                                                | 0.424     |
| 1858                                                | 0.719     |
| 1867                                                | 0.840     |
| 1871                                                | 0.988     |
| 1885                                                | 1026      |
| 1895                                                | 1237      |
| 1905                                                | 1590      |
| 1925                                                | 1663      |
| 1933                                                | 2014      |
| 1939                                                | 2327      |
| 1950                                                | 3131      |
| 1961                                                | 3068      |

Die Gemeinde Bigge hatte am 6. Juni 1961 (Volkszählung) 3146 Einwohner und hatte somit etwas mehr Einwohner als die Gemeinde Olsberg, die 3068 Einwohner aufwies.
| Einwohnerentwicklung der Gemeinden Bigge und Olsberg 1961 sowie der Stadt Bigge-Olsberg 1970 und 1974 Zahlen für 1961 und 1970: , Zahlen für 1974: |           |
| Jahr | Einwohner |
| 1961 | 6214      |
| 1970 | 6790      |
| 1974 | 7051      |

Die Bevölkerungsentwicklung der Stadt Olsberg war bis 1998 im Wesentlichen aufwärts gerichtet. Danach ist ein deutlicher Abwärtstrend zu beobachten. Abgesehen vom allgemeinen demographischen Wandel verliert die Stadt Einwohner vor allem im Alter von 18 bis 30 Jahren durch Abwanderung. Die Bevölkerung altert so noch stärker als anderswo. Die Wanderungsverluste sind in Olsberg wie in den Nachbargemeinden Brilon, Marsberg, Schmallenberg, Sundern und Winterberg so hoch wie nur in einigen ostdeutschen Städten und Gemeinden. Für die Zeit zwischen 2006 und 2025 wird ein weiterer Bevölkerungsrückgang von 11,3 % erwartet. Bis 2025 wird sich der Anteil der über 80-Jährigen in etwa verdoppeln.
| Einwohnerentwicklung der Stadt Olsberg 1975–2009 |           |
| Jahr                                             | Einwohner |
| 1975                                             | 14.141    |
| 1979                                             | 14.180    |
| 1984                                             | 14.054    |
| 1989                                             | 14.715    |
| 1994                                             | 16.030    |
| 1999                                             | 16.349    |
| 2004                                             | 15.872    |
| 2009                                             | 15.223    |
| 2012                                             | 14.786    |
| 2022                                             | 14.509    |

## Religionen

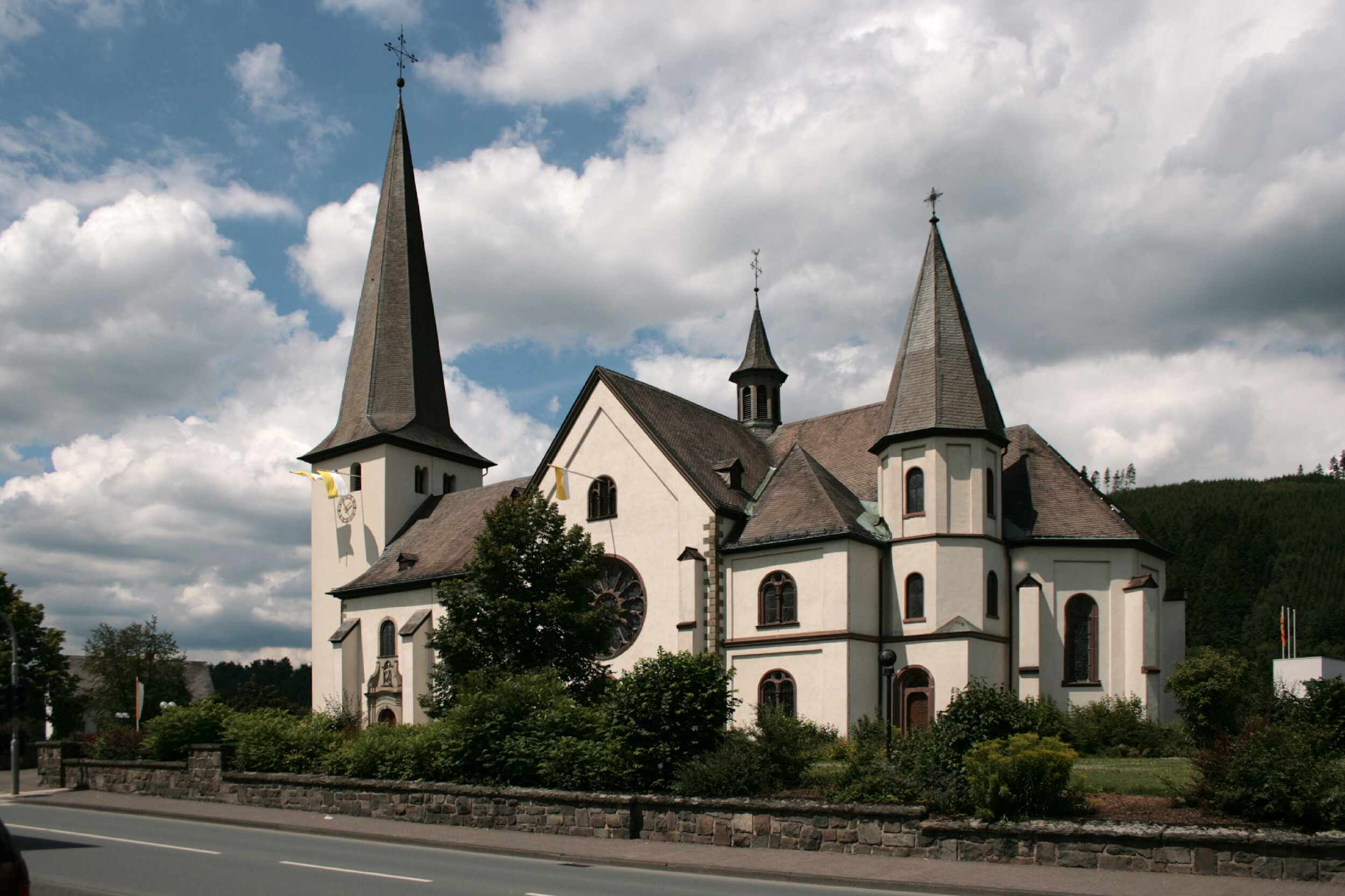
Katholische Kirche St. Martin in Olsberg-Bigge

Die Entstehung der Kirchengemeinde in Brunskappel reicht ins 11. Jahrhundert, bei Bigge ins 13. Jahrhundert und in Assinghausen bis ins 14. Jahrhundert zurück. Olsberg war bis zur Bildung einer eigenständigen Pfarrei im Jahr 1915 eine Filiale von Bigge. Im Jahre 1903 wurde die neu erbaute Olsberger Kirche eingeweiht. Sie ersetzte die für die zunehmende Bevölkerung zu klein gewordene Kapelle aus dem Jahre 1747.
Als Folge der Zugehörigkeit zum ehemals kurkölnischen Herzogtum Westfalen ist die katholische Kirche auch heute noch die größte Religionsgemeinschaft. Zu ihr bekennen sich 70 % der Bevölkerung, 15 % sind evangelisch und weitere 13 % gehören anderen Gemeinschaften an oder sind konfessionslos.
Die Katholiken in Olsberg gehören zum Dekanat Hochsauerland-Ost des Erzbistums Paderborn. Bis zum 30. November 2011 gehörten sieben Gemeinden zum Pastoralverbund Olsberg-Freier Grund und fünf Gemeinden zum Pastoralverbund Bigge. Seit dem 1. Dezember 2011 gehören beide Verbünde im Zuge der Umstrukturierung des Erzbistums zum Pastoralen Raum Bigge-Olsberg mit Sitz in St. Martin Bigge. Zukünftig wird es einen Pastoralverbund Bigge-Olsberg mit drei Pfarrgemeinden geben.
Seit 1898 besteht eine evangelische Kapelle, und seit 1957 existiert eine eigene Kirchengemeinde. Die Gemeinde Olsberg-Siedlinghausen gehört zum Kirchenkreis Soest-Arnsberg der Evangelischen Kirche von Westfalen.
Es gab bis zum Holocaust zumindest in Bigge eine jüdische Gemeinde. Bereits 1737 gab es jüdische Schulmeister in Assinghausen und Bigge. Eine Synagoge existierte bereits vor 1819. Jüdische Einwohner hat es auch in Wiemeringhausen gegeben. Es existiert noch der jüdische Friedhof mit Belegungen aus der Zeit zwischen 1873 und 1935.

## Politik

### Kommunalwahlen
Aktuell sind im Stadtrat fünf Parteien vertreten. Bei den Kommunalwahlen errangen die Parteien folgende Stimmanteile und Anzahl von Sitzen im Stadtrat.

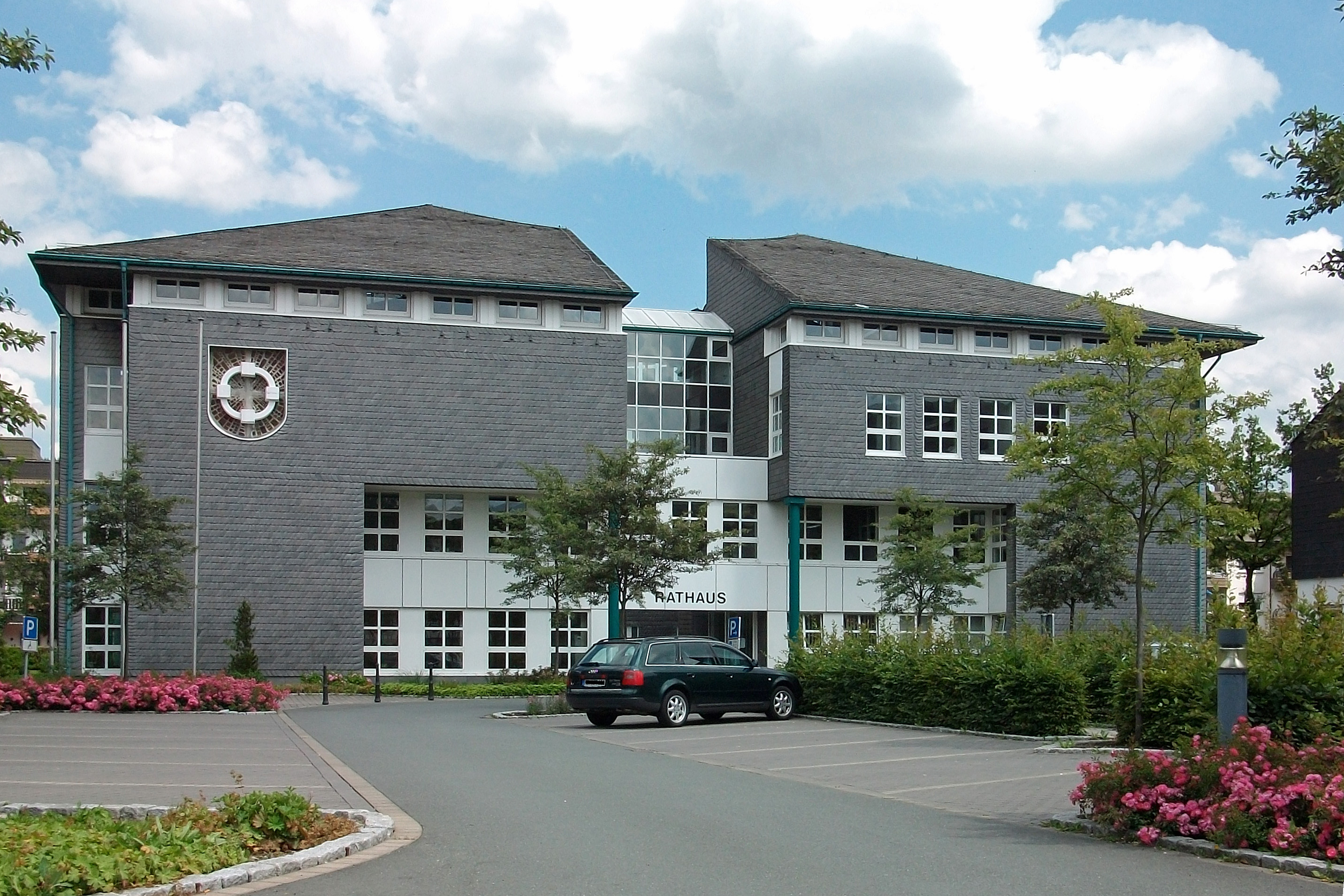
Rathaus Olsberg

| Stimmenanteile                                                        | Stimmenanteile | Stimmenanteile | Stimmenanteile | Stimmenanteile | Stimmenanteile | Stimmenanteile | Stimmenanteile |
| Jahr                                                                  | CDU            | SPD            | Grüne          | OF1            | FDP            | LINKE          | FWG/BP2        |
| --------------------------------------------------------------------- | -------------- | -------------- | -------------- | -------------- | -------------- | -------------- | -------------- |
| 1979                                                                  | 67,3           | 28,3           |                |                | 3,0            |                | 1,3            |
| 1984                                                                  | 64,1           | 30,6           |                |                | 5,3            |                |                |
| 1989                                                                  | 57,5           | 30,4           | 07,0           |                | 4,9            |                |                |
| 1994                                                                  | 56,2           | 31,8           | 06,9           |                | 5,1            |                |                |
| 1999                                                                  | 66,6           | 26,2           | 03,1           | 4,1            |                |                |                |
| 2004                                                                  | 65,1           | 28,0           | 06,9           |                |                |                |                |
| 2009                                                                  | 58,3           | 32,5           | 09,2           |                |                |                |                |
| [00]2014                                                              | 56,2           | 33,6           | 10,2           |                |                |                |                |
| 2020                                                                  | 49,8           | 27,7           | 13,2           |                | 7,3            | 2,1            |                |
| Sitzverteilung                                                        |                |                |                |                |                |                |                |
| Jahr                                                                  | CDU            | SPD            | Grüne          | OF1            | FDP            | LINKE          | FWG/BP2        |
| 1979                                                                  | 23             | 10             |                |                | 0              |                | 0              |
| 1984                                                                  | 22             | 10             |                |                | 1              |                |                |
| 1989                                                                  | 20             | 11             | 2              |                | 0              |                |                |
| 1994                                                                  | 19             | 11             | 2              |                | 1              |                |                |
| 1999                                                                  | 25             | 10             | 1              | 2              |                |                |                |
| 2004                                                                  | 23             | 10             | 2              |                |                |                |                |
| 2009                                                                  | 21             | 12             | 3              |                |                |                |                |
| 2014                                                                  | 18             | 11             | 3              |                |                |                |                |
| 2020                                                                  | 16             | 9              | 4              |                | 2              | 1              |                |
|                                                                       |                |                |                |                |                |                |                |
| 1 OF: Olsberger Forum 2 FWG/BP: Freie Wählergemeinschaft/Bürgerpartei |                |                |                |                |                |                |                |

- Linke: 1
- SPD: 9
- Grüne: 4
- FDP: 2
- CDU: 16

### Bürgermeister
Der Bürgermeister der Stadt Olsberg ist Wolfgang Fischer (CDU). Fischer wurde 2009 mit 56,5 % der Stimmen zum neuen Bürgermeister von Olsberg gewählt. Bei den Kommunalwahlen 2014 und 2020 wurde er im Amt bestätigt.
1. stellvertretende Bürgermeisterin ist Beate Ruhland (CDU), 2. stellvertretender Bürgermeister ist Peter Rosenfeld (SPD).
Ehemalige Bürgermeister
| - 1844–1847: Friedrich Kropff - 1847–1851: Johann Vorderwülbecke - 1851–1888: Engelbert Kropff - 1888–1894: Heinrich Körner (Matzen) - 1894–1912: Franz Vollmer (Sägemüllers) - 1912–1924: Theodor Vollmer (Sägemüllers) - 1924–1926: Bernhard Stratmann (Rumpes) - 1926–1934: Franz Steinrücke (Meggers) | - 1934–1945: Karl Kropff (Lingenubers) - Mai bis September 1945: Heinrich Kropff (Veltens) (von den Alliierten eingesetzt) - September 1945 bis September 1946: August Gerbracht (Stellvertreter für Heinrich Kropff) - September 1946 bis 29. Dezember 1949: Bernhard Stratmann (Landwirt) - 29. Dezember 1949 bis 1969: Fritz Lenze - 1975–1992: Josef Niggemann - 1992–1999: Werner Menke - 1999–2009: Elmar Reuter |

### Wappen
Blasonierung:
Quadriert von Gelb und Rot, darüber ein freistehender schwarzer Ring mit aufgelegten schwarzen Quadraten, die jeweils in der Mitte der anstoßenden Felder sitzen.
Beschreibung:
Die quadrierten Felder in Gelb und Rot wurden dem Wappen der früheren Gemeinde Brunskappel, jetzt Olsberg, entnommen. Gold und Rot waren die Farben der Vögte von Grafschaft, die ihren Sitz auf dem Gut Wildenberg in Brunskappel hatten. Der freistehende schwarze Ring mit den vier aufgelegten schwarzen Quadraten symbolisiert: die germanische Fliehburg auf dem Istenberg mit den vier Bruchhauser Steinen als bedeutsame landschaftliche Besonderheit der Stadt Olsberg, den Zusammenschluss der in den vier Tälern der Ruhr, der Neger, der Elpe und des Medebaches bzw. der Gierskopp gelegenen früher selbständigen Gemeinden zur Stadt Olsberg, der schwarze Ring das „O“ für Olsberg. Die amtliche Genehmigung erfolgte am 10. März 1978.

### Flagge, Banner, Siegel
- Beschreibung der Flagge: Von Gelb zu Rot in sieben gleichbreiten Bahnen längsgestreift, im quadratischen gelben Flaggenhaupt der schwarze Ring des Stadtwappens.[51]
- Beschreibung des Banners: Von Gelb zu Rot in sieben gleichbreiten Bahnen längsgestreift, im quadratischen gelben Bannerhaupt der schwarze Ring des Stadtwappens.[52]
- Beschreibung des Siegels: Es zeigt den Wappenschild der Stadt und führt oben die Umschrift „Stadt Olsberg“, unten in kleinerer Type die Umschrift „Hochsauerlandkreis“.[53]

### Städtepartnerschaften
Olsberg unterhält Städtepartnerschaften mit Fruges, Frankreich, seit 1965. Seit 1974 mit Olsberg, Schweiz und seit 1990 mit Jöhstadt, Deutschland.

## Kultur und Sehenswürdigkeiten

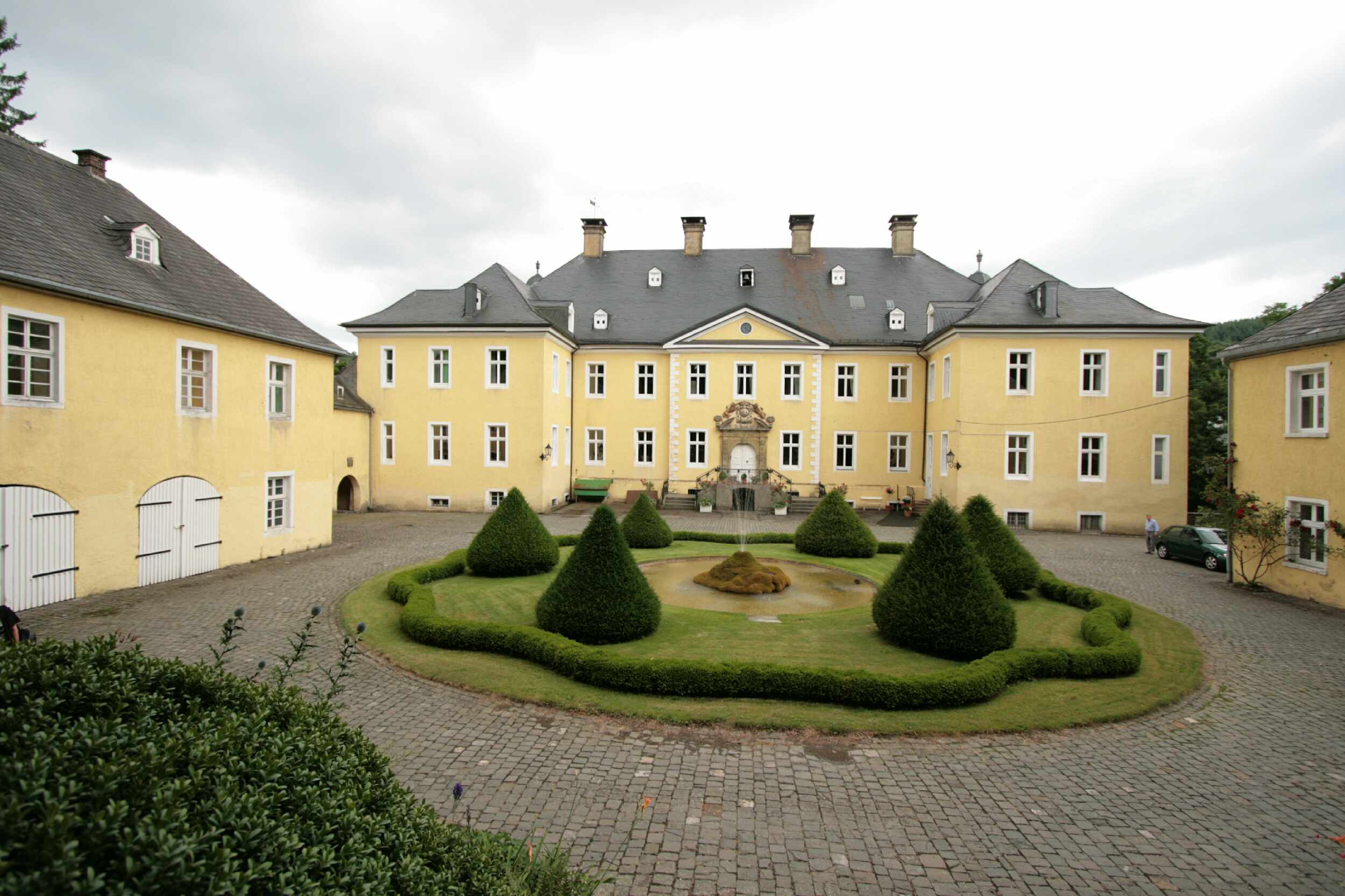
Schloss Antfeld

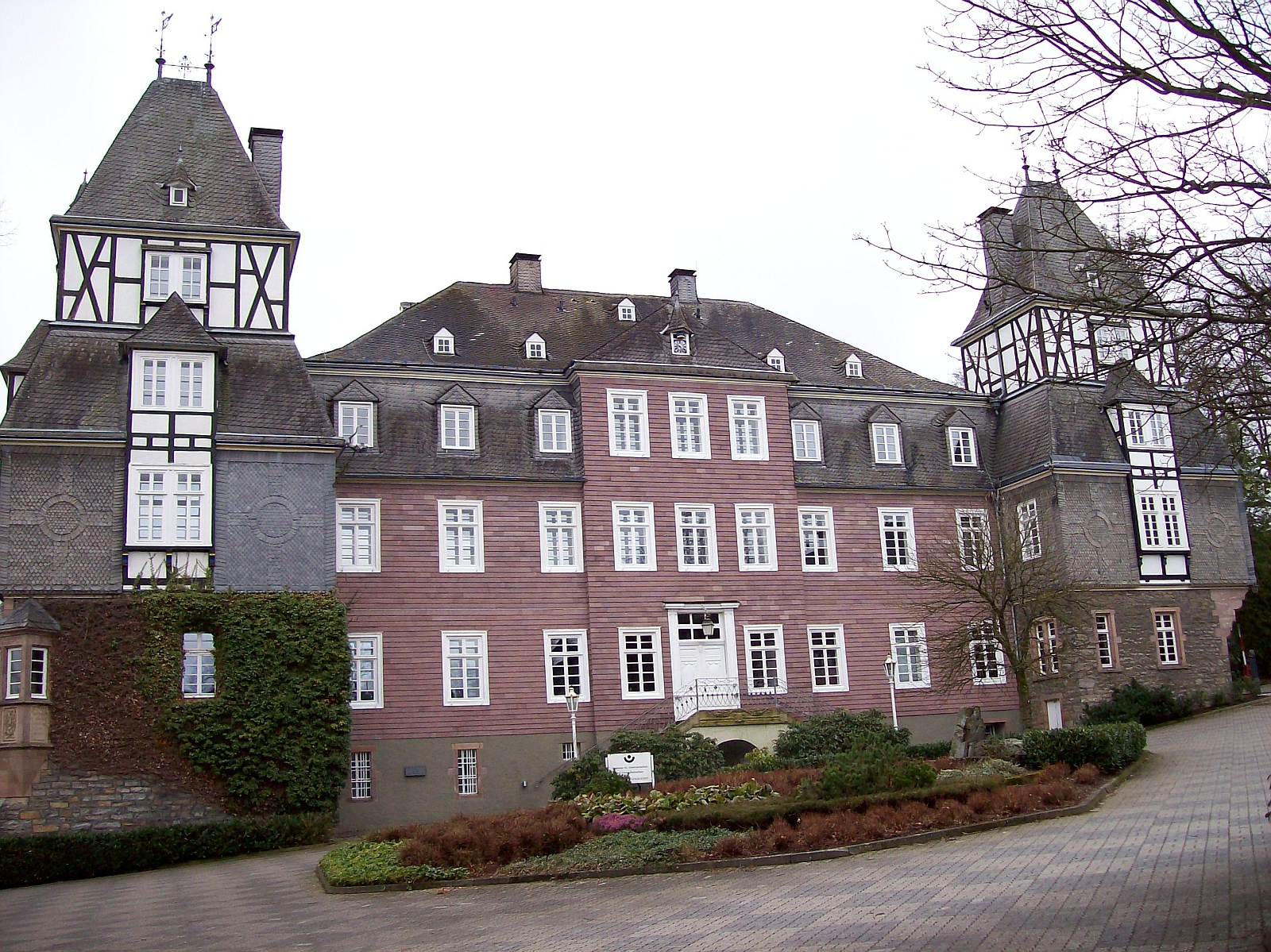
Schloss Gevelinghausen

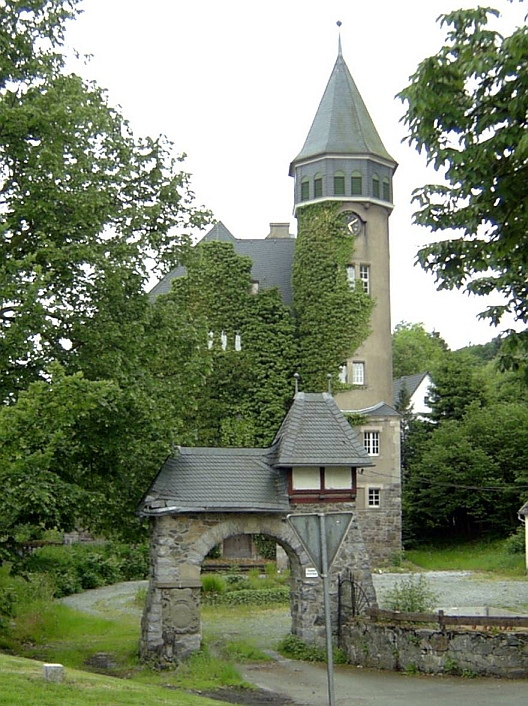
Schloss Wildenberg

Im Olsberger Stadtgebiet gibt es eine Vielzahl von Sehenswürdigkeiten. Zu den überregional bekanntesten Sehenswürdigkeiten Olsbergs gehören die Bruchhauser Steine im Ortsteil Bruchhausen.

### Museen
Heimatmuseen in Bruchhausen, Assinghausen und Wulmeringhausen präsentieren eine große kulturhistorische Bandbreite. In Gevelinghausen befinden sich zudem das Afrika-Museum Vogt und das Heimatmuseum „Alte Mühle“. Im Ortsteil Bruchhausen befindet sich eine historische Nagelschmiede und in Assinghausen gibt es einen Friedrich-Wilhelm-Grimme-Gedächtnisraum.

### Besucherbergwerke
Auf dem Eisenberg wurde mindestens seit der Mitte des 14. Jahrhunderts Eisen abgebaut. Der Philippstollen wurde vom Heimatbund Olsberg e. V. für Besucher wieder begehbar gemacht. Zudem gibt es einen Stollen in Wulmeringhausen und den Hilariusstollen in Helmeringhausen.

### Bauwerke
Im Stadtgebiet befinden sich fünf Schlösser. Sie stehen in den Stadtteilen Antfeld, Bigge, Bruchhausen, Brunskappel und Gevelinghausen. Bernhard Christof von Schade ließ im Jahr 1705 Schloss Antfeld, eine barocke Dreiflügelanlage an der Stelle eines älteren Vorgängerbaus, von dem Baumeister Nikolaus Wurmstich aus Lippstadt errichten. Schloss Bruchhausen wurde unterhalb der Bruchhauser Steine auf etwa 450 m Höhe erbaut. Schloss Gevelinghausen liegt im gleichnamigen Stadtteil. Die Dichterin Annette von Droste-Hülshoff weilte in den Jahren 1824 und 1831 als Gast im Schloss. Das wahrscheinlich 1183 erbaute Schloss Schellenstein wurde 1270 erstmals urkundlich erwähnt. Auf Schloss Wildenberg residierten einst die Edelherren von Grafschaft als Vogt des Klosters Grafschaft.
Das Kropff’sche Haus war ursprünglich ein Gewerkenhaus in Olsberg; es geht im Ursprung auf den Beginn des 18. Jahrhunderts zurück und wurde in den folgenden Jahrhunderten mehrfach umgebaut und erweitert. Die (Alte) Adlerapotheke ist ein Fachwerkgebäude, dessen hinterer Teil 1678 und dessen vorderer Teil wohl 1769 oder bereits 1604 erbaut wurde. Im 19. Jahrhundert wurde dort eine Apotheke eingerichtet.
Die Kirche St. Martinus in Bigge wurde im spätbarocken Stil erbaut. Der Kirchturm stammt aus dem 11. bis 13. Jahrhundert. Im Jahr 1222 wird die Kirche als St. Martinus erstmals urkundlich erwähnt. Bemerkenswert ist das Orgelprospekt. Später kam ein neuromanisches Querschiff mit großen Fensterrosetten hinzu. Der Roisen- oder Reisenspeicher in Assinghausen war früher ein Zehntspeicher und wurde 1556 erbaut. Der Speicher ist das älteste gut erhaltene weltliche Gebäude in Olsberg. Das Grimmehaus in Assinghausen wurde um 1800 als Schulhaus im fränkischen Fachwerkstil erbaut.

### Natur- und Landschaftsschutz
Seit dem 15. April 2004 gibt es für das Olsberger Stadtgebiet einen Landschaftsplan, in dem die Flächen außerhalb der bebauten Ortsteile und des Geltungsbereichs eines Bebauungsplans als Landschaftsschutzgebiet ausgewiesen wurden, sofern kein höherer Schutzstatus wie beispielsweise Naturschutzgebiet (NSG) besteht.

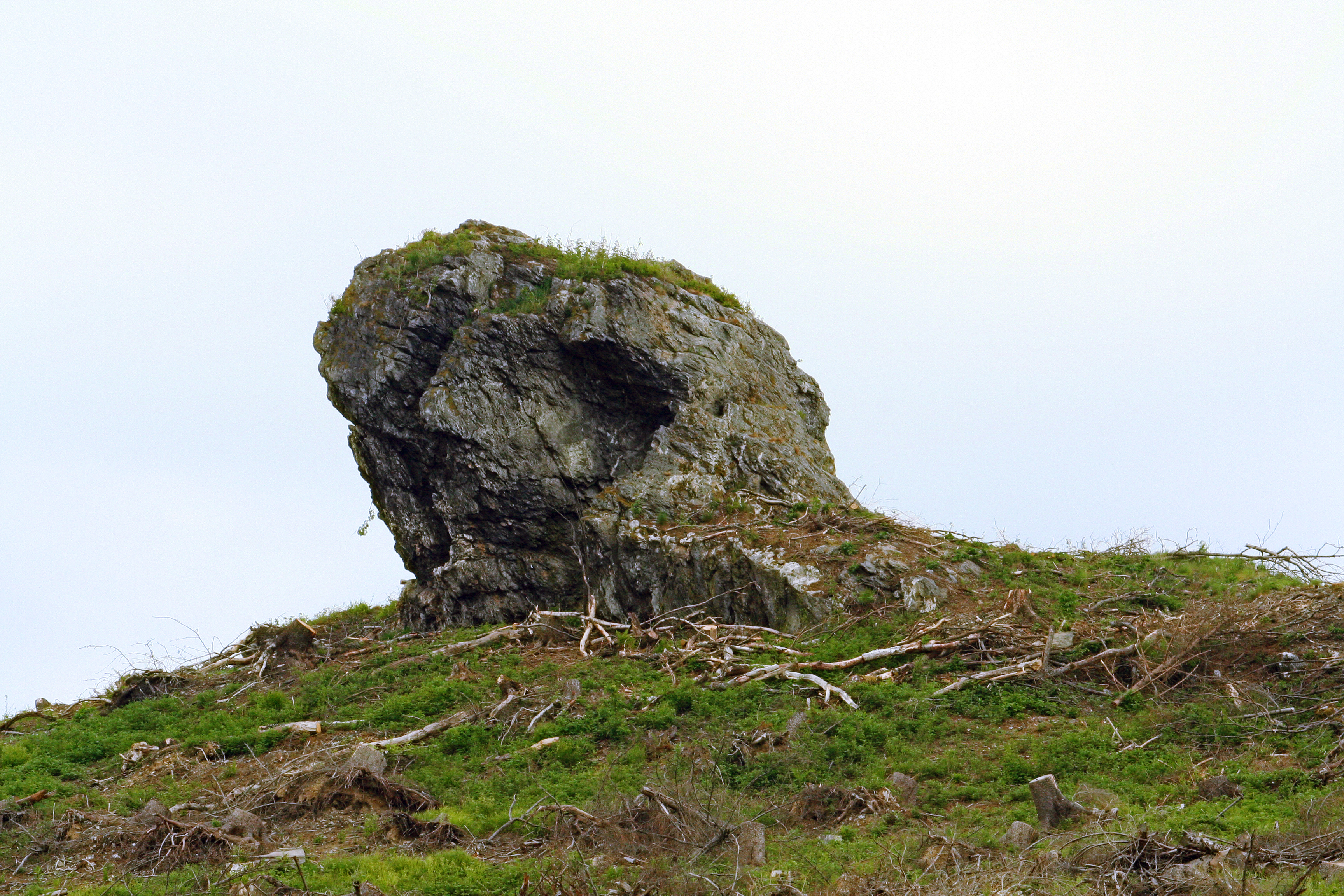
Naturdenkmal Strücker Stein östlich von Olsberg-Assinghausen

Die Landschaftsschutzgebiete sind in die Typen A, B und C unterteilt, in denen unterschiedliche Auflagen zum Schutz der Natur einzuhalten sind. Im Landschaftsschutzgebiet Typ A, Allgemeiner Landschaftsschutz, ist unter anderem das Errichten von Bauten verboten. Im Typ B, Ortsrandlagen und Landschaftscharakter, sind zusätzlich Erstaufforstungen, auch die Neuanlage von Weihnachtsbaumkulturen, verboten. Beim Typ C, Wiesentäler und bedeutsames Extensivgrünland besteht zusätzlich ein Umwandlungsverbot von Grünland und Grünlandbrachen. Vom Landschaftsschutzgebiet Typ A gibt es im Stadtgebiet nur das großräumige Landschaftsschutzgebiet Olsberg mit 7947,1 ha. Vom Typ B gibt es elf Gebiete, die zwischen 9,1 und 275,8 ha groß sind. Vom Typ C gibt es elf Gebiete, die zwischen 7,3 und 47,8 ha groß sind.
Es gibt insgesamt 46 Naturschutzgebiete von 0,5 bis 168,9 ha Größe. Das bekannteste NSG sind die Bruchhauser Steine. Neben seltenen Pflanzen, Flechten und Moosen brüten dort Uhu und Wanderfalke. Die Bruchhauser Steine sind das einzige EU-Vogelschutzgebiet in Olsberg und zudem auch als Europäisches Schutzgebiete (FFH-Gebiete) ausgewiesen. Weitere FFH-Gebiete sind die Gebiete Ruhr (welches Teile des Ruhrtals umfasst), die Höhlen und Stollen bei Olsberg und Bestwig sowie die Schluchtwälder bei Elpe, Schluchtwälder nördlich Niedersfeld. Die großen, oft aus mehreren Teilflächen bestehenden FFH-Gebiete umfassen meist mehrere Naturschutzgebiete und Flächen anderer Schutzkategorien. Im aus zehn Teilgebieten bestehenden FFH-Gebiet Höhlen und Stollen bei Olsberg und Bestwig gibt es zehn Höhlen bzw. Stollen. Die Höhlen und Stollen sind ein wichtiges überregionales Winterquartier für Fledermäuse.
Im Stadtgebiet befinden sich auch 39 geschützte Landschaftsbestandteile (LB), 144 gesetzlich geschützte Biotope, die gleichzeitig in Flächen anderer Schutzkategorien liegen, und 54 Naturdenkmale. Bei 20 Naturdenkmalen handelt es sich um alte Einzelbäume oder bemerkenswerte Baumgruppen, während die anderen 34 Naturdenkmale Felsen sind.
Neben anderen Vogelarten kommen in Olsberg die Großvogelarten Schwarzstorch, Fischreiher, Kolkrabe, Uhu und Rotmilan vor.

### Sport

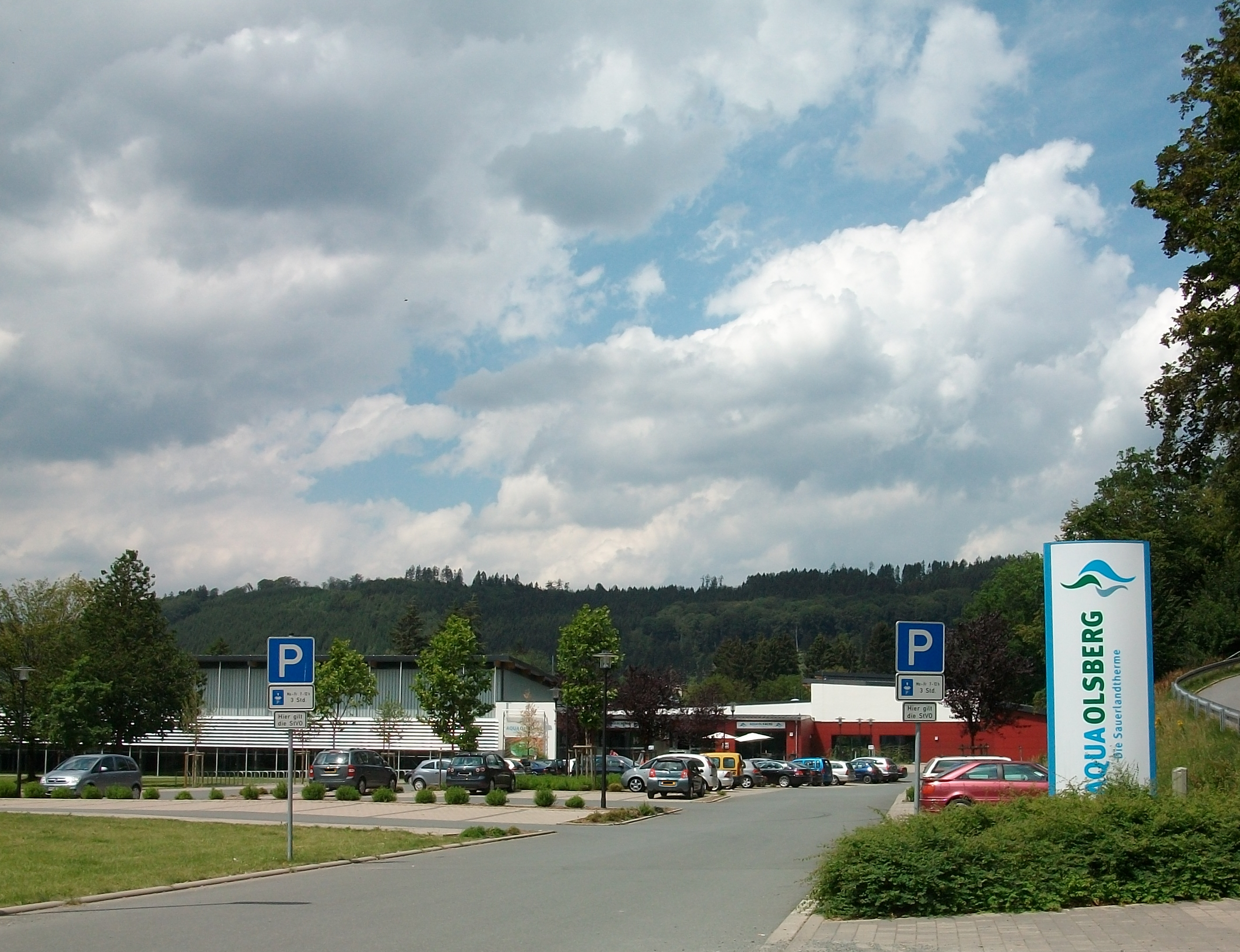
Aqua Olsberg

Durch Olsberg führt der Ruhrtalradweg. Ein Gleitschirm-Schulungszentrum und Fliegertreff befindet sich im Ortsteil Elpe. Wintersport ist am Skigebiet Sternrodt in Bruchhausen möglich. Das AquaOlsberg verfügt über einen Sole- und Kneippbereich, eine Waldsauna und ein Freizeitbad.
2021 hatte sich Olsberg als Host Town für die Gestaltung eines viertägigen Programms für eine internationale Delegation der Special Olympics World Summer Games 2023 in Berlin beworben. 2022 war die Stadt als Gastgeberin für Special Olympics  ausgewählt worden. Damit ist Olsberg Teil des größten kommunalen Inklusionsprojekts in der Geschichte der Bundesrepublik mit über 200 Host Towns.

### Regelmäßige Veranstaltungen
In allen Stadtteilen finden Schützenfeste jeweils an unterschiedlichen Wochenenden statt. Zudem finden regelmäßig Veranstaltungen in der direkt an der Ruhr gelegenen Konzerthalle (bis zu 1100 Sitzplätze oder 2000 Stehplätze) statt.

## Wirtschaft und Infrastruktur

### Wirtschaftsentwicklung
Im Raum Olsberg gab es in vorindustrieller Zeit Eisenerzbergbau, Eisenerzeugung und Verarbeitung. In verschiedenen Orten existierten heimgewerbliche Nagelschmieden. Aus dem Jahr 1804 heißt es, zu „Bruchhausen, Elleringhausen, Bigge, Olsberg, Assinghausen, Silbach, auch Schmallenberg werden ungeheure Mengen Nägel gemacht. Manches Dorf zählt ebenso viele Nagelschmieden als Wohnhäuser.“ Gegenüber industriell gefertigten Nägeln war die Hausindustrie der Gegend nicht mehr konkurrenzfähig. Bereits in der ersten Hälfte des 19. Jahrhunderts schrumpfte die Nagelherstellung auf das Dorf Bruchhausen zusammen, wo das Gewerbe bis ins 20. Jahrhundert hinein als Nebenerwerb betrieben wurde. Durch die Spezialisierung auf die Herstellung von Öfen konnte sich die Olsberger Hütte halten.

### Wirtschaftsstruktur
Basierend auf der eisenindustriellen Tradition ist das produzierende Gewerbe auch heute noch ein wichtiges Standbein der lokalen Wirtschaft. Neben der Olsberger Hütte (seit 2014 Olsberg GmbH) – Lohngießerei und Heiztechnikproduzent, bekannt vor allem durch Elektroöfen, existiert mit der ebenfalls traditionsreiche Firma F. W. Oventrop GmbH & Co. KG in Bigge ein Unternehmen der Metallverarbeitenden Industrie. Die Firma Hüttemann Holz GmbH & Co. KG in Bigge wurde 1891 gegründet. Es ist ein Familienunternehmen, das seit 1990 in der vierten Generation geführt wird. Ein weiterer Standort befindet sich in Wismar. Außerdem gibt es in Bigge die Firma HSK Duschkabinenbau KG.
Filialen von folgenden Kreditinstituten befinden sich in Olsberg: Die Commerzbank, die Sparkasse Hochsauerland, die Volksbank Sauerland sowie die VerbundVolksbank OWL. Die Postbank ist mit einem ServiceShop im Supermarkt vertreten.
Das zweite Standbein bildet die Gesundheitswirtschaft. Ein Dr. Grüne, Schüler Sebastian Kneipps legte 1894 mit dem Bau eines Sanatoriums die Grundlagen dazu. Heute existieren in dem Kneippkurort mehrere Kliniken und sonstige Einrichtungen des Gesundheitssektors.
Das heute dritte Standbein der Wirtschaft ist der Tourismus. Dabei baut die Stadt auf den Wander- und Fahrradtourismus. Durch das Stadtgebiet führt der Rothaarsteig und die Sauerland-Waldroute. Außerdem ist Olsberg Teil des Bergwanderparks Sauerland. Für Radfahrer führt der Ruhrtalradweg durch Olsberg. Mit dem Aqua Olsberg verfügt der Ort über ein Solebad.
Im Jahr 2002 zählte man 5115 sozialversicherungspflichtige Beschäftigte. Davon waren die meisten (2276) im verarbeitenden Gewerbe tätig. Im Dienstleistungssektor (ohne öffentliche Verwaltung) arbeiteten 1715 Beschäftigte. Danach folgt der Handel mit 362 Berufstätigen.

### Verkehr

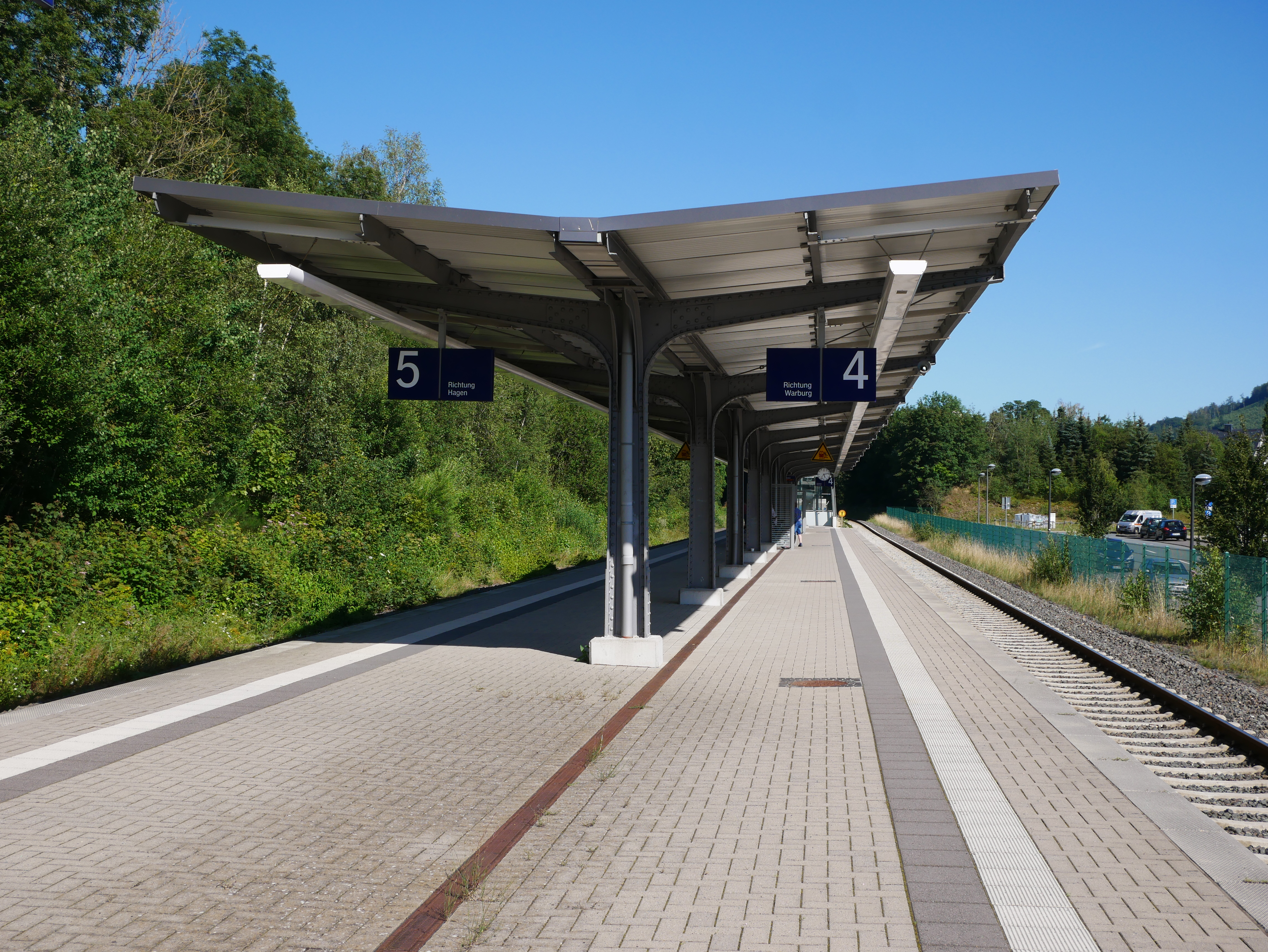
Bahnhof Olsberg

Olsberg liegt an den Bundesstraßen 7 und 480. Die B 7 Richtung Westen führt zur Anschlussstelle Bestwig der Bundesautobahn 46. Über die B 480 kann das Autobahnkreuz Wünnenberg-Haaren erreicht werden. Von dort aus bestehen Autobahnverbindungen Richtung Bielefeld (A33) und Kassel (A 44). In Richtung Süden liegt Marburg. Die Umgehungsstraße B 480n (Baubeginn 2005) wurde am 5. November 2010 eröffnet. Sie führt vom Losenbergtunnel am Ortseingang Bigge bis nach Steinhelle um den Stadtkern herum. Die Baukosten betrugen rund 30 Millionen Euro.
Über den Bahnhof Olsberg, der an der Oberen Ruhrtalbahn Hagen–Warburg liegt, können mit Regionalzügen im Taktverkehr die Knotenpunkte Hagen/Dortmund oder Warburg erreicht werden; teilweise bestehen Direktverbindungen mit dem ICE-Bahnhof Kassel-Wilhelmshöhe. Seit Dezember 2011 ist auch Brilon Stadt wieder erreichbar.
| Linie | Verlauf | Takt                                                                             |
| ----- | --- | -------------------------------------------------------------------------------- |
| RE 17 | Sauerland-Express: Hagen Hbf – Schwerte (Ruhr) – Fröndenberg – Wickede (Ruhr) – Neheim-Hüsten – Arnsberg – Oeventrop – Freienohl – Meschede – Bestwig – Olsberg – Brilon Wald Linienast 1: – Brilon Stadt Linienast 2: – Hoppecke – Messinghausen – Beringhausen – Bredelar – Marsberg – Westheim (Westf) – Scherfede – Warburg (Westf) Linienast 3: – Willingen Stand: Fahrplanwechsel Dezember 2024 | 60 min Hagen – Brilon Stadt morgens Hagen – Warburg Clubsaison Hagen – Willingen |
| RE 57 | Dortmund-Sauerland-Express: Dortmund Hbf – Dortmund-Hörde – Fröndenberg – Wickede (Ruhr) – Neheim-Hüsten – Arnsberg (Westf) – Oeventrop – Freienohl – Meschede – Bestwig – Olsberg – Brilon Wald – Hoppecke – Messinghausen – Beringhausen – Bredelar – Marsberg – Westheim (Westf) – Scherfede – Warburg (Westf) Stand: Fahrplanwechsel Dezember 2024                                                | 60 min                                                                           |

Der Haltepunkt im Stadtteil Bigge liegt an der Bahnstrecke Nuttlar–Frankenberg, die von Bestwig bis Winterberg vom RE 57 Dortmund-Sauerland-Express befahren wird. Aufgelassene Haltepunkte befinden sich in Brunskappel, Elleringhausen und Wulmeringhausen.
Seit August 2021 ist Olsberg an die kommunale Mitfahrzentrale PENDLA angeschlossen und fördert Fahrgemeinschaften von Pendlern zum Arbeitsplatz.

### Medien
In Olsberg erscheint als Tageszeitung mit Ortsausgabe die zur Funke-Mediengruppe gehörende Westfalenpost. Außerdem wird mittwochs und sonntags der kostenlose Sauerlandkurier sowie der Briloner Anzeiger verteilt.
Der lokale Hörfunk von Radio Sauerland kommt über den Sendestandort Meschede.

### Sendeanlage des WDR
Auf dem Olsberg befindet sich ein 58 Meter hoher und 1985 errichteter Sendemast des WDR (freistehende Stahlrohrkonstruktion von 50 Tonnen Gewicht, Durchmesser unten 2,20 m, oben 1,60 m) bei 51°20′20″ nördlicher Breite und 8°30′17″ östlicher Länge, von dem folgende Programme abgestrahlt werden:
| Programm                | Frequenz (MHz) | ERP   |
| ----------------------- | -------------- | ----- |
| WDR 5                   | 98,6 MHz       | 10 kW |
| WDR 2 Studio Siegen     | 102,1 MHz      | 10 kW |
| WDR 4                   | 104,1 MHz      | 10 kW |
| Deutschlandradio Kultur | 106,1 MHz      | 10 kW |
| Eins Live               | 107,0 MHz      | 10 kW |

### Bildung

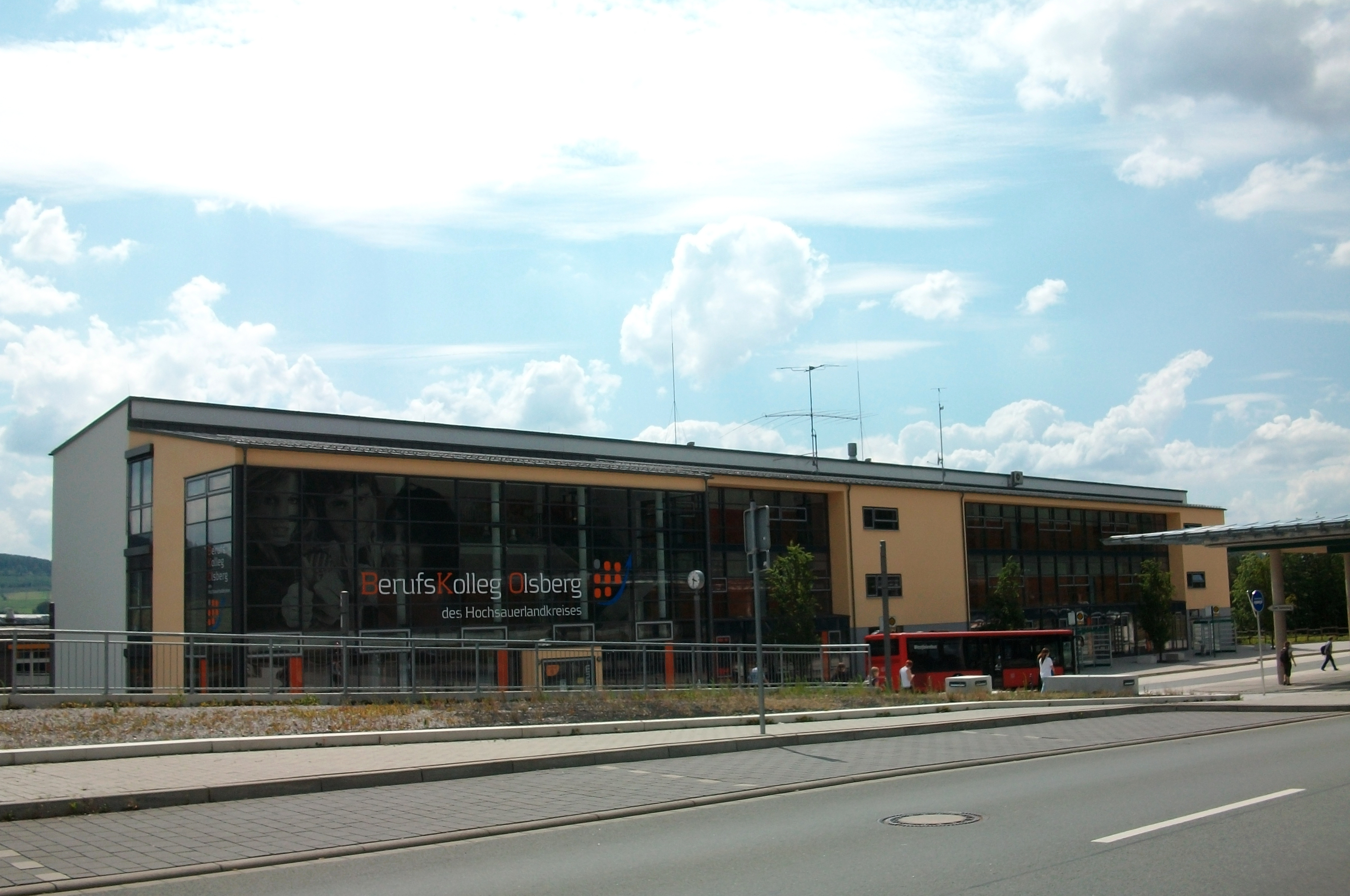
Berufskolleg

Es gibt in Olsberg in vielen Ortsteilen Kindergärten. Diese sind teils städtische (Wiemeringhausen, Olsberg, Elpe und Bruchhausen), teils sind sie in der Trägerschaft der katholischen Kirche (Kindergarten St. Vinzenz Antfeld, St. Nikolaus Olsberg, St. Martin Bigge) und des Deutschen Roten Kreuzes (Assinghausen). In kirchlicher Trägerschaft ist auch das Familienzentrum und Kath. Kindergarten St. Laurentius Elleringhausen. Der städtische Kindergarten Olsberg ist ebenfalls als Familienzentrum anerkannt. Daneben existiert das Kindernest Hort zur individuellen Betreuung behinderter Kinder sowie die heilpädagogischen Kindergärten St. Andreas und Sonnenschein.
Stadt verfügt in den Ortsteilen über eine Reihe von Grundschulen. (St.-Martinus-Grundschule in Bigge, Kardinal-von-Galen-Schule in Olsberg mit dem Teilstandort Wiemeringhausen sowie die St.-Franziskus-Grundschule in Bruchhausen). Im Bereich der Sekundarstufe I wurde im Jahre 2012 aus der städtischen Hauptschule und der städtischen Realschule die Sekundarschule Olsberg-Bestwig eingerichtet.
Über die Stadt hinaus von Bedeutung sind die Förderschulen. Die Schule an der Ruhraue in Bigge ist eine Förderschule mit dem Förderschwerpunkt körperliche und motorische Entwicklung. Die Ganztagsschule wird von etwa 200 Schülern besucht. Ein Großteil sind Fahrschüler. Daneben gibt es auch Internatsschüler. Diese kommen annähernd aus ganz Nordrhein-Westfalen. Das Einzugsgebiet ist der östliche Teil des Hochsauerlandkreises und ein Teil des Kreises Soest. Hinzu kommt die städtische Förderschule mit dem Förderschwerpunkt Lernen in Olsberg. Im Heinrich-Sommer-Berufskolleg im Josefsheim Bigge erhalten Menschen mit Behinderungen eine qualifizierte Berufsausbildung mit dem Ziel der Integration auf den ersten Arbeitsmarkt.
Von regionaler Bedeutung ist auch das Berufskolleg Olsberg (Berufs-, Berufsfach-, Fach- und Fachoberschulen des Hochsauerlandes). Es handelt sich dabei um eine Einrichtung des Hochsauerlandkreises und wird von etwa 2000 Schülern besucht.

## Persönlichkeiten

### Ehrenbürger
- Prinz August Wilhelm von Preußen wurde mit Beschluss vom 25. Oktober 1933 einstimmig zum Ehrenbürger ernannt.[68] Im Jahr 2014 wurde die Ehrenbürgerwürde, die bereits mit dem Tod der Person erlischt, posthum aberkannt.

### Söhne und Töchter der Stadt
- Joseph Johann Anton von Schade zu Antfeld (1710–1776), geboren auf Schloss Antfeld, Kurkölner Geheimer Rat, Amtsdroste, Berghauptmann, Deputierter und Domherr
- Friedrich Caspar Kropff (1808–1867), Besitzer der Olsberger Hütte und liberaler Abgeordneter
- Friedrich Wilhelm Grimme (1827–1887), geboren in Assinghausen, Schriftsteller, Heimatdichter und Botaniker
- Josef Guntermann (1856–1932), Künstler
- Adalbert Schmücker (1878–1927), römisch-katholischer Bischof und Apostolischer Vikar von Tsinanfu in China
- Josef Rüther (1881–1972), geboren in Assinghausen, Heimatforscher
- Karl Weiken (1895–1983), geboren in Assinghausen, Geodät und Polarforscher
- Hubert Köster (1895–1939), hessischer Landtagsabgeordneter (NSDAP)
- Franz Fischer (1901–1989), geboren in Bigge, SS-Sturmbannführer und Kriegsverbrecher
- Bernhard Balkenhol (1914–2004), geboren in Elpe, Politiker (CDU), MdB
- Almaria Vorderwülbecke (1915–1944), Steyler Missionsschwester und Märtyrerin
- Heribert Schmidt (1920–2008), geboren in Assinghausen, Heimatdichter und Kommunalpolitiker
- Günter Meyer (* 1935), Politiker (CDU) (Staatsminister a. D.)
- Wolfgang Paul (* 1940), Fußballspieler
- Jörg Twenhöven (* 1941), geboren in Bigge, CDU-Politiker und von 1995 bis 2007 Regierungspräsident des Regierungsbezirks Münster
- Detlef Rost (* 1945), Psychologie-Professor
- Gabriele Kuhnke (* 1946), Schriftstellerin
- Hubert Kleff (* 1948), Politiker (CDU), MdL
- Gerd Bollermann (* 1949), geboren in Helmeringhausen, war Hochschullehrer und SPD-Abgeordneter im Landtag von Nordrhein-Westfalen; von 2010 bis 2015 Regierungspräsident des Regierungsbezirks Arnsberg
- Bernhard Busch (* 1951), Handball-Nationalspieler
- Diethard Urbansky (* 1958), Koch
- Johannes Schettel (* 1959), Rennrodler
- Udo Zelinka (1959–2006), katholischer Theologe
- Christof Bartsch (* 1962), Verwaltungswissenschaftler und Kommunalpolitiker (SPD), Bürgermeister von Brilon
- Hans-Dieter Müller (* 1962), Brigadegeneral der Bundeswehr
- Stefan Geilen (* 1962), Brigadegeneral der Bundeswehr
- Joachim Hoppe (* 1963), Brigadegeneral der Bundeswehr
- Hans Schulte-Nölke (* 1963), Rechtswissenschaftler
- Uwe Spiekermann (* 1963), Historiker
- Anke Velmeke (* 1963), Schriftstellerin
- Rainer Olbrich (* 1963), Wirtschaftswissenschaftler
- Hubertus Becker (* 1964), Fußballspieler
- Magnus Brechtken (* 1964), Historiker
- Gisela Meßollen (* 1964), Jazzmusikerin
- Hans-Peter Liese (* 1965), seit 1994 Europaabgeordneter der CDU für Nordrhein-Westfalen in der Europäischen Volkspartei
- Sigrid Blömeke (1965–2023), Erziehungswissenschaftlerin
- Michael Hogrebe (* 1965), Generalmajor der Luftwaffe
- Martin Cohn (* 1966), SPD-Politiker, Oberbürgermeister von Leonberg
- Dirk Mündelein (* 1969), Gitarrist und Komponist
- Jörg Wanderer (* 1973), Fotograf und Fotokünstler
- Frederik Köster (* 1977), Jazzmusiker und -komponist

### Persönlichkeiten, die vor Ort gewirkt haben
- Ida Kropff-Federath (1839–1918), Unternehmerin
- August Grüne (* 31. Oktober 1865; † 23. September 1937), Begründer der Kur- und Bädertradition in Olsberg
- Maria Kahle (1891–1975), Schriftstellerin
- Martha Schlinkert (1913–1979), Schriftstellerin
- Heinrich Festing (1930–2022), Generalpräses des internationalen Kolpingwerkes, war von 1962 bis 1965 Vikar in Bigge
- Karl von Wendt (1937–2006), Freiherr in Schloss Gevelinghausen, Autorennfahrer, Initiator des Fort Fun
- Jürgen Suberg (1944–2024), Bildhauer in Elleringhausen
- Karl Olsberg (* 1960), eigentlich Karl-Ludwig Freiherr von Wendt, ältester Sohn Karl von Wendts und Schriftsteller